# Escândalo do Propinoduto
Escândalo do Propinoduto foi um escândalo político ocorrido no Rio de Janeiro, durante o governo de Anthony Garotinho. O escândalo, descoberto em agosto de 2002, durante o curto governo de Benedita da Silva, envolvia fiscais da receita estadual, entre eles Rodrigo Silveirinha, subsecretário de Administração Tributária durante a gestão de Garotinho (1999-abril de 2002).
Uma CPI foi instalada na ALERJ no mandato seguinte, tendo a participação ferrenha do deputado Alessandro Molon.
Atualmente, alguns dos envolvidos encontram-se presos, porém o governador Garotinho não foi atingido pelas denúncias.